# Грб Петрова
Грб Петрово је званични грб српске општине Петрово. Грб је усвојен 20. фебруара 1998. године.
Симбол општине има облик средњовјековног штита, али његов садржај подсјећа на старе амблеме општина из комунистичког времена.

## Опис грба
Грб Петрова је штит изнад којег је тробојна лента на којој је исписано име општине „Петрово“, из које се уздиже двоглави орао са круном. Штит приказује манастир Светог Николе на Озрену, изнад тробојне ленте на којој је исписано у три реда „Озрен - земља - Немањића”, а испод ње низ карактеристика општине: планине Озрен, шуме, рудно богатство, термо-минералне воде и друга природна богатства, те пшенично класје.
Општина користи грб у неколико верзија ликовног решења.